# Монк, Джордж Спенсер
Джордж Спенсер Монк (12 сентября 1884 — 29 марта 1973) — американский физик. Монк был экспертом в области оптики различных типов электромагнитного излучения и работал над Манхэттенским проектом по разработке первого ядерного оружия. Позже Джордж Монк был сотрудником Комиссии по атомной энергии США.

## Биография
Монк получил степень бакалавра в 1914 году в Чикагском университете и продолжил в нём работу. Женился на Ардис Тейлор, математике из Чикагского университета, которая позже работала в Комиссии по атомной энергии США, а под руководством Юджина Вигнера — надо строительством ядерного реактора. Монк был доцентом физики в Чикагском университете с 1929 по 1949 год. В начале своей карьеры в университете, с 1924 по 1929 год, он вместе с деканом физического факультета Генри Гейлом писал статьи по атомным спектрам хлора и водорода, а также с будущим лауреатом Нобелевской премии Робертом Малликеном — по тонкой структуре атомных спектров и эффекту Зеемана. В 1928 году он стал членом Американского физического общества. В том же году Монк написал статью «Крепление для плоской решетки» (A mounting for the plane grating). Двадцать один год спустя А. Гиллисон опубликовал статью под названием «Новый коллиматор на спектрографической дифракционной решетке» (A new spectrographic diffraction grating collimator). В настоящее время их независимо сделанное изобретение называется «монохроматором Монка-Гиллисона» (Monk-Gillieson monochromator).

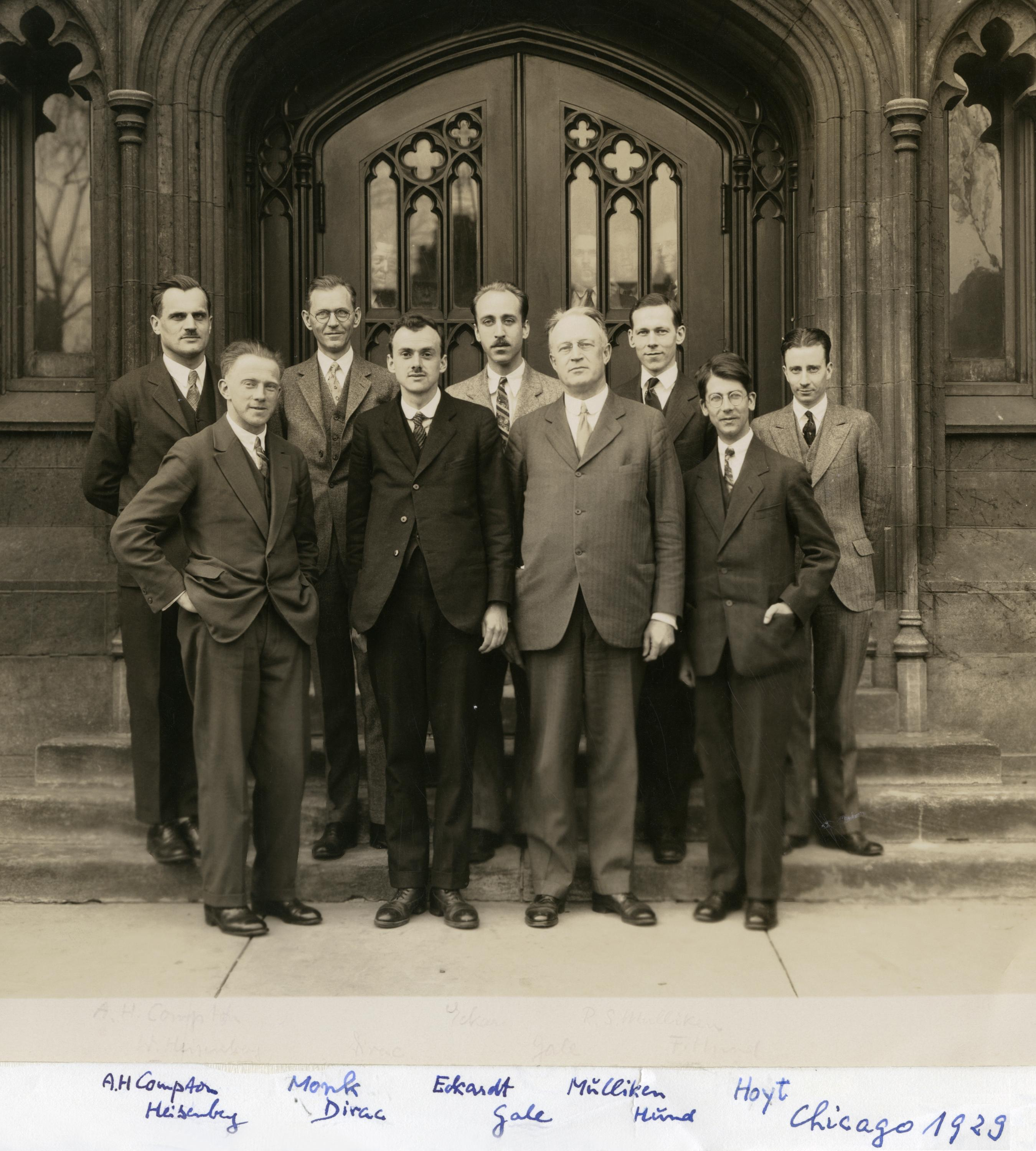
Монк (второй слева во втором ряду) и физики Чикагского университета, 1929 год

Монк был одним из ученых, присутствовавших 2 декабря 1942 года в момент входа первого в мире ядерного реактора Чикагская поленница-1 в критическое состояние. В ходе Манхэттенского проекта он был начальником оптического отдела (Технический отдел №6). В 1945 году он был одним из подписантов петиции Силарда президенту Трумэну, в которой предлагалось предоставить Японии условия капитуляции до применения ядерного оружия. После окончания Второй мировой войны Монк продолжил работать в Национальной лаборатории имени Лоуренса Беркли в неизменной должности начальника оптического отдела. Он опубликовал «Light:  Principles and Experiments» в 1937 году и «Optical Instrumentation» (с У. Маккорклом) в 1954 году.
Монк умер 29 марта 1973 года в Боулдере, штат Колорадо и похоронен в Мемориальном парке Маунтин-Вью (Mountain View Memorial Park).